# ان‌کی‌ام‌زد
ان‌کی‌ام‌زد (اوکراینی: Новокраматорський машинобудівний завод) شرکت معدن اوکراینی است، که در سال ۱۹۳۴ تأسیس شد.